# Salam Pax

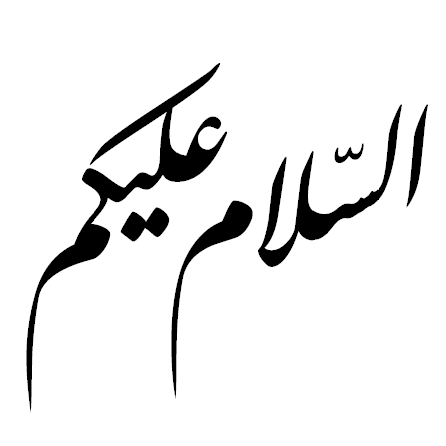
"Peace be with you" (Arabic)

Salam Pax (arabisch und latein für Frieden) ist das Pseudonym eines Bloggers aus Bagdad (Irak), dessen Site Where is Raed? während (und nach) der Invasion des Irak 2003 beträchtliches Medieninteresse hervorrief.
In seinem Blog berichtete Salam vom Krieg, von seiner Homosexualität, seinen Freunden, dem Verschwinden von Personen unter dem Regime Saddam Husseins und seiner Arbeit als Übersetzer für den Journalisten Peter Maass. Salams Site ist benannt nach seinem Freund Raed, der an seinem Master-Abschluss in Jordanien arbeitete: Raed hatte nicht auf Mails reagiert, weshalb Salam das Weblog anlegte.
Nachdem das Blog bereits eine Weile in der Blogging-Gemeinschaft kursiert war, erreichte die Diskussion schließlich die New York Times. Einige Experten spekulierten darüber, ob der Blogger möglicherweise ein Agent der Vereinigten Staaten sei, welcher Desinformationen über den Krieg verbreiten sollte. Im Mai 2003 konnte die britische Tageszeitung The Guardian schließlich den wahren Urheber ausfindig machen: Es handelte sich um einen 29-jährigen irakischen Architekten, der tatsächlich in Bagdad lebte und von dort aus berichtete.
Infolgedessen schrieb Salam Pax mehrere Kolumnen für The Guardian und veröffentlichte das Buch Let's get bombed - Schöne Grüße aus Bagdad, das Einträge seines Weblogs aus dem Zeitraum 2002/2003 enthält. Er ist außerdem Autor einer Reihe dokumentarischer Kurzfilme über den Irak.
Der erste Weblog where_is_raed.blogspot.com (ab 7. September 2002) wurde ab dem 17. Dezember 2002 unter dear_raed.blogspot.com fortgesetzt. Dem folgte August 2004 Shut up you fat whiner (justzipit.blogspot.com, bis Juli 2006). Die gesammelten Einträge aus den beiden älteren Weblogs zusammen mit einigen neueren seit Juli 2008 sind unter The Baghdad Blogger (salampax.wordpress.com) gesammelt zu finden.